# ژرار دوبرو
ژرار دوبرو (به انگلیسی: Gérard Debreu)
(۴ ژوئیه ۱۹۲۱ – ۳۱ دسامبر، ۲۰۰۴) اقتصاددان و ریاضیدان فرانسوی با تابعیت ایالات متحده بود که در سال ۱۹۸۳ موفق به دریافت جایزه نوبل در اقتصاد شد.
او و به عنوان یکی از بهترین استادن دانشگاه کالیفرنیا شناخته شده است.

## زندگی
ژرار ۴ ژوئیه ۱۹۲۱ در کاله فرانسه به دنیا آمد. در کودکی پدرش خودکشی کرد و مادرش به مرگ طبیعی درگذشت. در سال ۱۹۴۸ به ایالات متحده آمریکا مهاجرت کرد.